# Slag bij de Zab
De Slag bij de Zab was een veldslag tussen de Omajjaden en een combinatie van Abbasiden, Perzen en sjiieten. De slag vond plaats nabij de rivier de Grote Zab in 750 in wat nu Noord-Irak is. 
Tegen de heersende dynastie van de Omajjaden was in 747 een rebellie uitgebroken in de Oostiraanse regio Khorasan. De opstand groeide en in 750 vond een beslissende veldslag plaats waarbij de Omajjaden onder kalief Marwan II verslagen werden. 
Na de door hen gewonnen slag vestigden de Abbasiden hun rijk onder Abu al-Abbas as-Saffah.